# Berville-sur-Mer

Berville-sur-Mer este o comună în departamentul Eure, Franța. În 1 ianuarie 2022 avea o populație de 680 de locuitori.